# Thân cây

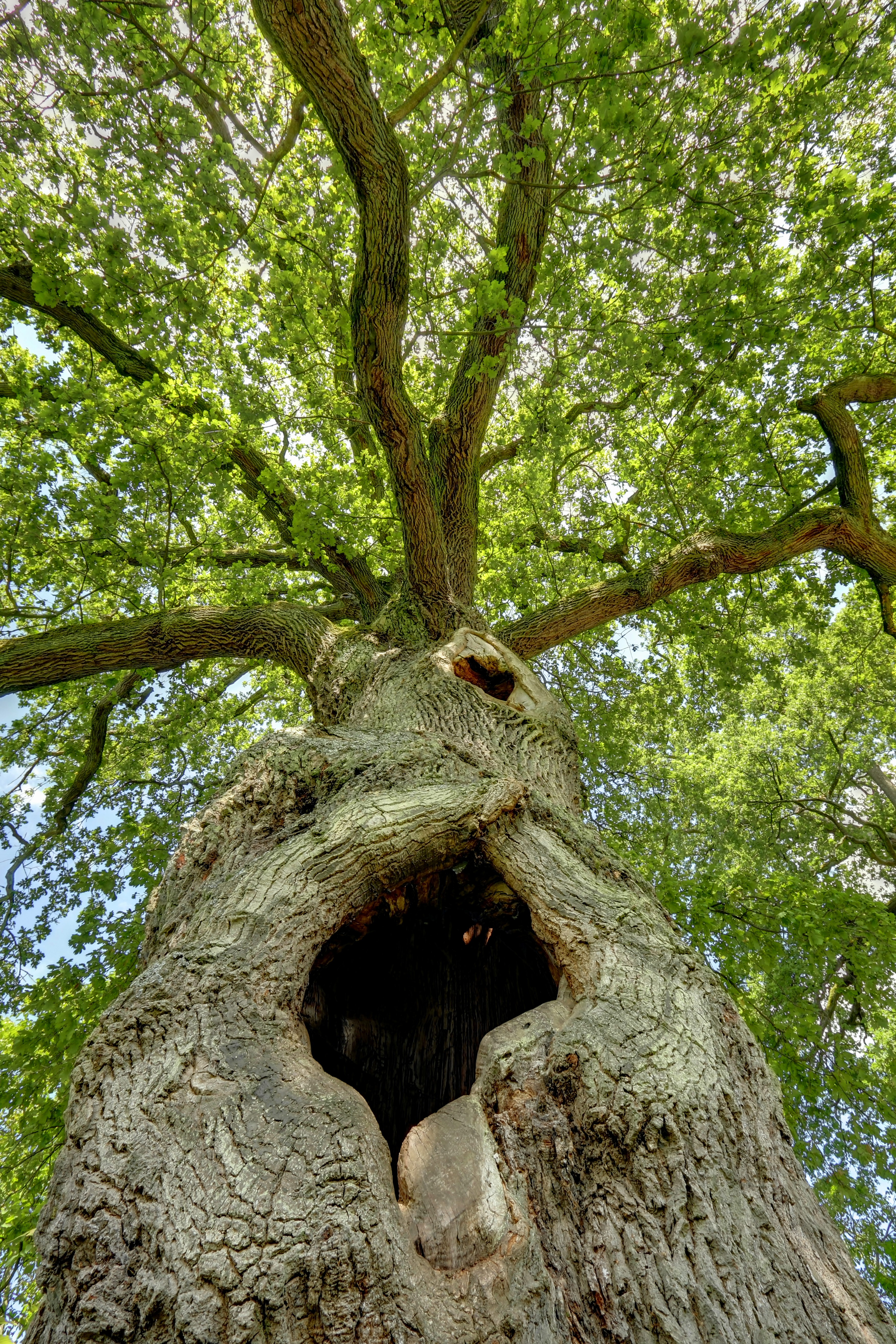
Một thân cây gỗ lớn với hốc cây

Thân cây là một bộ phận trên cơ thể thực vật bậc cao. Thân cây chuyển tiếp giữa gốc rễ với cành lá. Thân cây thường làm chức năng dẫn truyền nước, muối khoáng và các chất hữu cơ đi nuôi cây trên cơ thể thực vật, thân cây có thể đảm nhiệm chức năng nâng đỡ cây và dự trữ chất dinh dưỡng.

## Đặc điểm

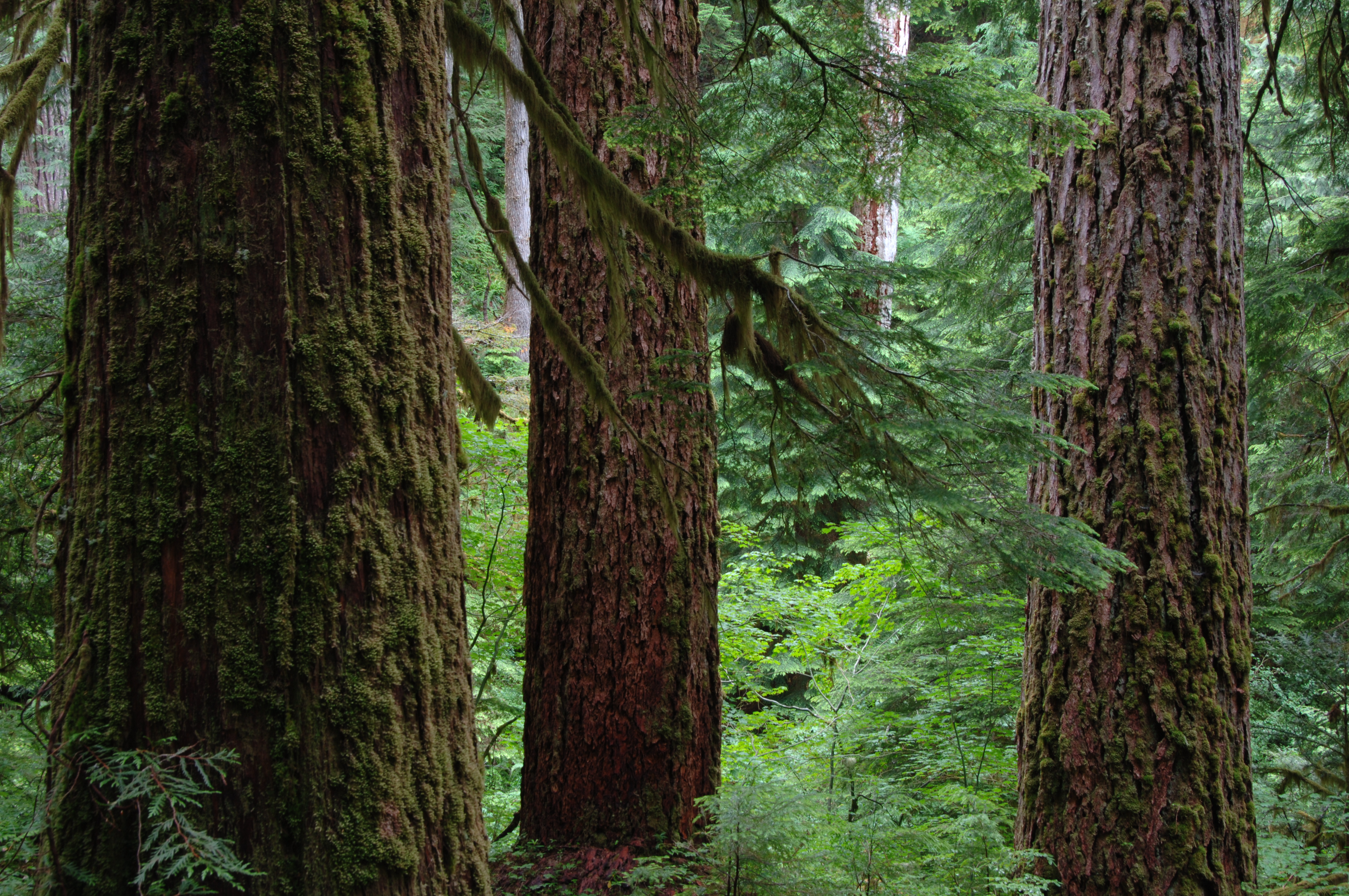
Thân cây

### Các bộ phận
Phần lớn thân các loài thực vật bậc cao thường có các thành phần:
- Thân chính: thường có dạng hình trụ, có thể phân nhánh hoặc không, mang lá và chồi
- Cành: là những nhánh bên của thân chính
- Mắt: là nơi lá đính vào thân hoặc cành
- Nách lá: tạo bởi thân hoặc cành với cuống lá
- Gốc thân: ranh giới giữa thân và rễ[1]

### Chức năng
- Dẫn truyền nước, muối khoáng, các chất hữu cơ từ rễ lên lá và ngược lại
- Giúp cây đứng vững (đối với các cây thân gỗ và thảo)
- Hô hấp (đối với thân cây có tế bào tầng biểu bì có lục lạp
- Bảo vệ cây
- Dự trữ khí, nước, chất dinh dưỡng,...

## Các dạng thân cây

### Thân gỗ

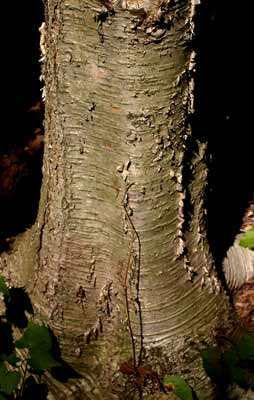
Phần thân của một cây bạch dương vàng Betula alleghaniensis

Phần thân cơ thể thực vật chứa nhiều yếu tố gỗ, thân thường cứng rắn, đảm nhiệm tốt chức năng nâng đỡ cơ thể. Về cấu tạo giải phẫu, thường thì thân gỗ sẽ có hai lớp mạch dẫn khác nhau là mạch rây và mạch gỗ để đảm nhiệm các chức năng dẫn truyền nhựa nguyên, nhựa luyện. Trong thành phần cấu tạo hóa học có chứa các yếu tố lignin. Thân gỗ điển hình ở các dạng sống thực vật cây gỗ, cây bụi, cây gỗ leo.
- Cây gỗ: Thường là các loài cây có thân cao tự nhiên (không quấn tựa) có thể cao được hơn 6 m. Mức chiều cao đo được tối đa trên 25m thường được phân loại biện chứng là nhóm cây gỗ lớn. Nhóm cây cao tự nhiên trong khoảng cách từ 12– 25 m là nhóm cây gỗ nhỡ, gỗ trung bình. Cây gỗ nhỏ có thân cao từ 6-12m.
- Cây bụi: Là các nhóm cây có thân có thể hóa gỗ, phân cành thường sát gốc, có chiều cao dưới 6m. Cây bụi thấp hơn 2m thường là cây bụi nhỏ, khoảng cách cao 2-4m là cây bụi nhỡ, cao tối đa nằm trong khoảng 4-6m là cây bụi lớn.
- Cây leo: Là những dạng sống của thực vật mà ban đầu thân mềm, không thể tự đứng được mà phải leo vào thân cây khác hoặc vật thể cao cứng bên cạnh để vươn lên, sau đó thân mới to ra, hóa gỗ và cứng lại. Nhóm này người ta lại phân thành thân gỗ leo quấn và thân gỗ leo tựa.

### Thân thảo
Điển hình bởi nhiều loài thực vật của bộ Hòa thảo (Poales). Các loài thực vật có vòng đời ngắn, thân cây không chứa hoặc có chứa yếu tố lignin ở dạng sống đặc biệt. Thân thường yếu, chịu tác động của các lực cơ học thấp. Thực vật có loại thân này cũng thường có chiều cao không lớn. Các loại thường gặp: thân dạ, thân quấn, thân cỏ leo.
- Thân rạ: Thân thực vật thường rỗng, có đốt, có lóng. Dạng thân dạ này có thể không chứa lignin như thân cây lúa, cũng có thể chứa nhiều lignin như thân khí sinh cây tre.
- Thân cỏ leo: Một dạng cây có thân cỏ (thân có đốt, lóng) leo khác hẳn thân bầu bí nhưng trên thân có phát triển những yếu tố giúp thân cây có thể nương tự leo vào giá thể hoặc thân cây lớn bên cạnh để phát triển chiều cao, tuy nhiên thân cây này không bao giờ hoá gỗ. Rễ phụ sinh ở các khớp đốt mắt lóng và lông ở bề mặt bẹ lá giúp cho thân cây tạo ma sát và bám vào vật thể sẽ leo.

### Thân leo
Điển hình bởi các loài thuộc bộ bầu bí (Cucurbitales). Thân cây không bao giờ tự đứng được do hoàn toàn không có chứa các yếu tố lignin, Cây duy trì dạng sống nhờ bò trên bề mặt đất, bề mặt giá thể nâng đỡ hoặc bám bò vào thân cành các cây khác nhờ những dạng biến thái đặc biệt từ lá hoặc thân cây như gai móc (biến từ biểu bì vỏ thân), tua cuốn (biến từ lá cây).

### Thân bò
Dạng thân cây khác các dạng thân cỏ leo, thân bầu bì. Dạng sống thực vật trong rừng mưa nhiệt đới thường thấy nhiều đại diện cho hình thái thân cây này. Thân cây bò tràn lan trên mặt đất hoặc bò, nương tựa, níu, quấn vào thân cây khác. Thân cây có hình thái này có thể hóa gỗ hoặc không. Thân cây có thể sử dụng biểu bì gai hoặc rễ phụ sinh để vươn bò leo và bám vững giá thể.
Ví dụ thường thấy như: 
- Cây rau xam, Khoai lang của dạng thân bò.
- Cây Trầu không, Môn leo của dạng thân bám có rễ phụ sinh.
- Cây Mỏ quạ, Sống rắn của dạng thân leo bám có gai biến thái từ tế bào biểu bì.
- Cây sắn dây, cây dây lửa, cay đậu ván,... của dạng thân quấn.

## Thân dài ra do đâu?
Thân dài ra do sự phân chia tế bào mô phân sinh ngọn. Sự dài ra của thân ở các loài cây không giống nhau

## Thân to ra do đâu?
Thân cây to ra nhờ sự phân chia tế bào ở tầng sinh vỏ và tầng sinh trụ.
• Tầng sinh vỏ: làm cho vỏ dày thêm.
• Tầng sinh trụ: làm cho mạch rây và mạch gỗ dày thêm.

## Vận chuyển các chất trong thân

### Vận chuyển nước và muối khoáng hòa
Nước và muối khoáng được vận chuyển từ rễ lên thân nhờ mạch gỗ.

### Vận chuyển chất hữu cơ
Các chất hữu cơ trong cây được vận chuyển nhờ mạch rây.

## Biến dạng của thân
Với những chuyên biệt để thích nghi với điều kiện sinh thái, nhiều loài thực vật đã có những biến đổi phần thân mang các chức năng đặc biệt.
- Thân ngầm: Hình thái thân cây này chủ yếu nằm ẩn dưới mặt đất, đại diện cho thực vật là các phần thân khí sinh. Có thể thân này là bộ phận dự trữ chất dinh dưỡng chủ yếu (dong, giềng), nhiều khi chỉ đóng vai trò phân nhành khí sinh (tre, trúc).
- Thân củ: Khoai tây, su hào, Khoai môn,củ hành, khoai mì,cà rốt
- Thân hành: Các loài Thủy tiên, Hành, Tỏi,...
- Thân mọng nước: Xương rồng,...
- Thân rễ: dong ta, gừng, nghệ, cỏ tranh,...
- Giò thân: củ cải, củ từ,...
- Cành hình lá: cây quỳnh, càng cua,....
- Gai: mọc ở nách lá do cành biến đổi làm nhiệm vụ bảo vệ thân như chanh, bưởi,....

## Hình ảnh

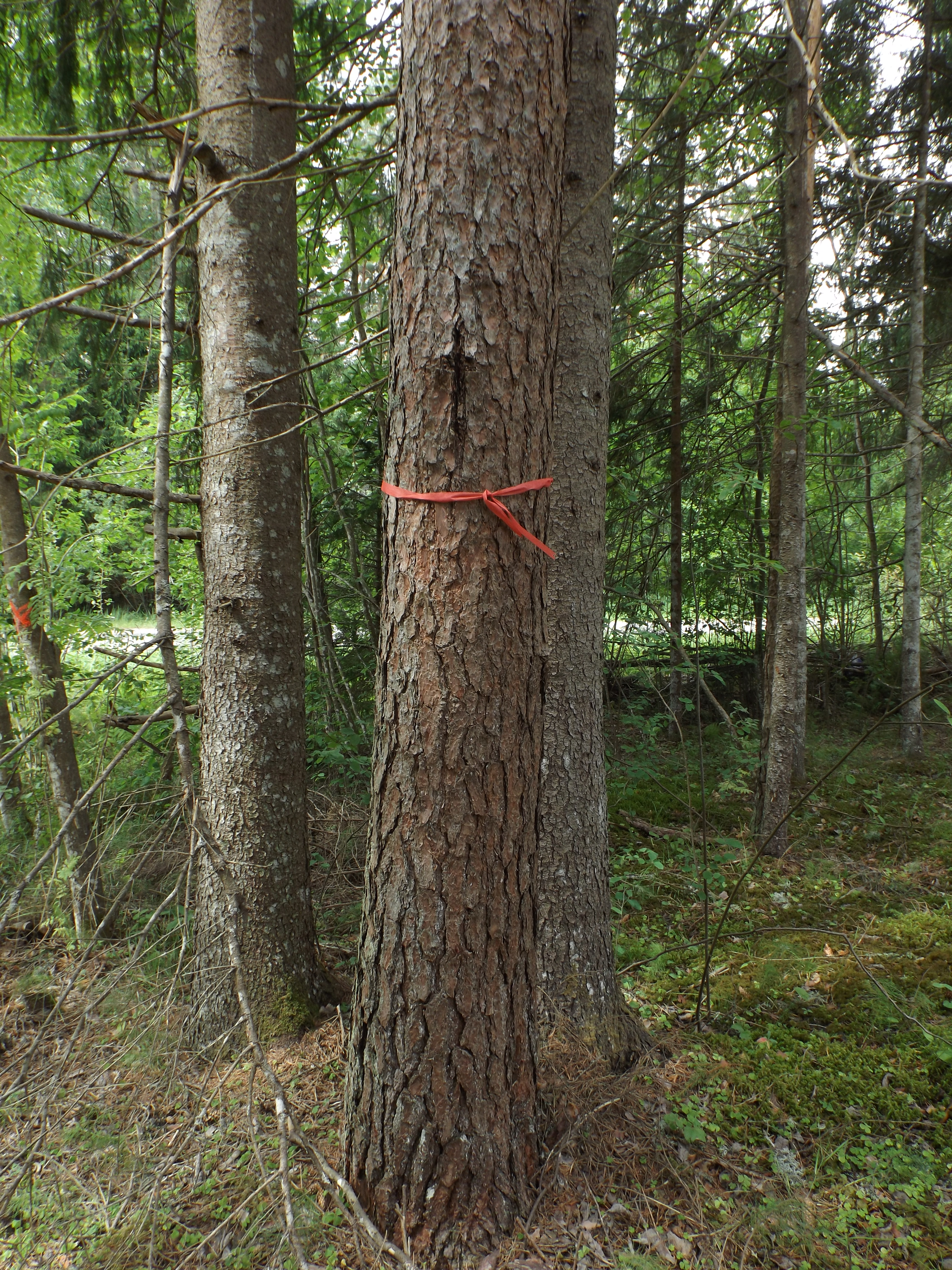
Cây thiêng
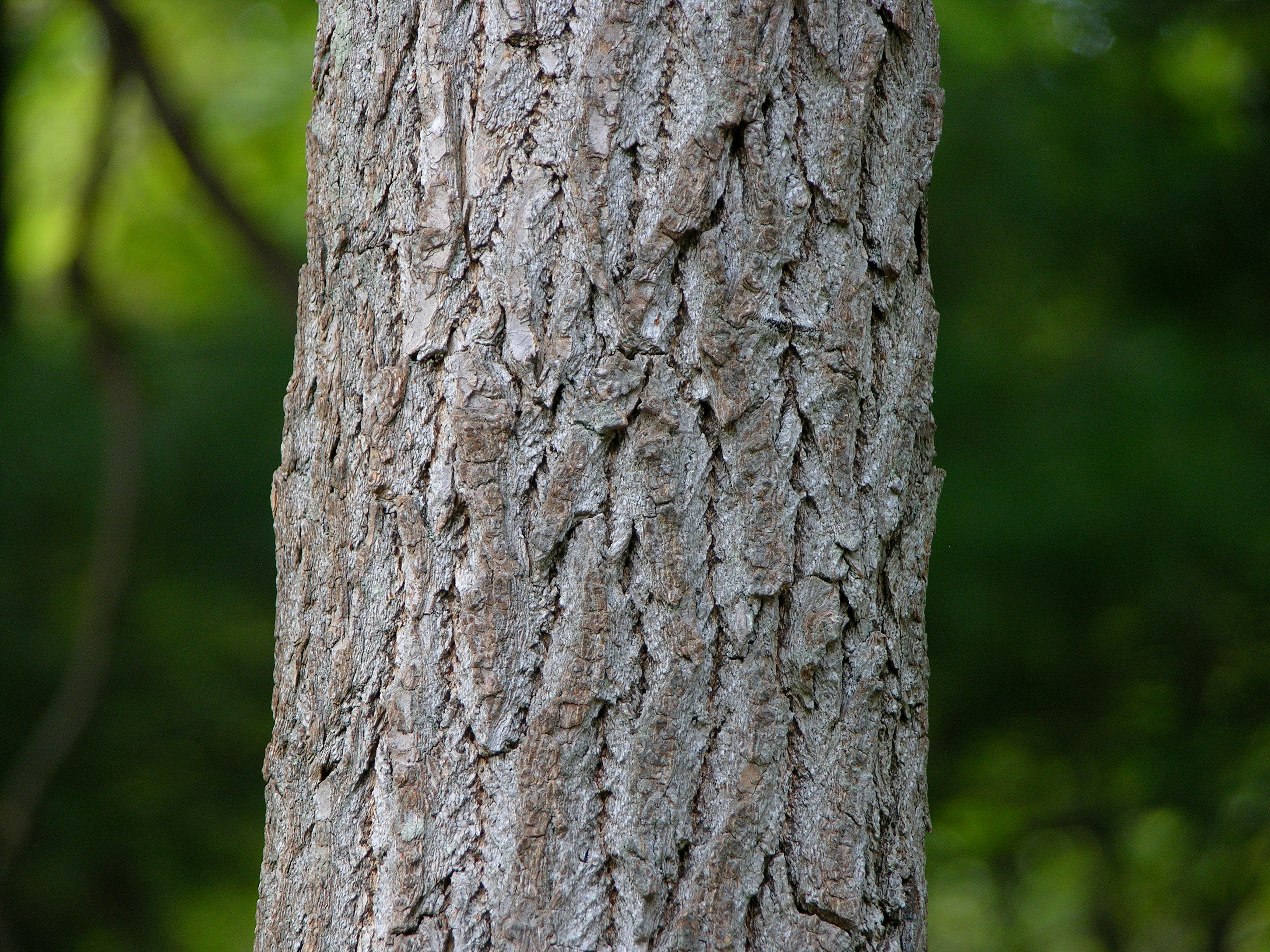
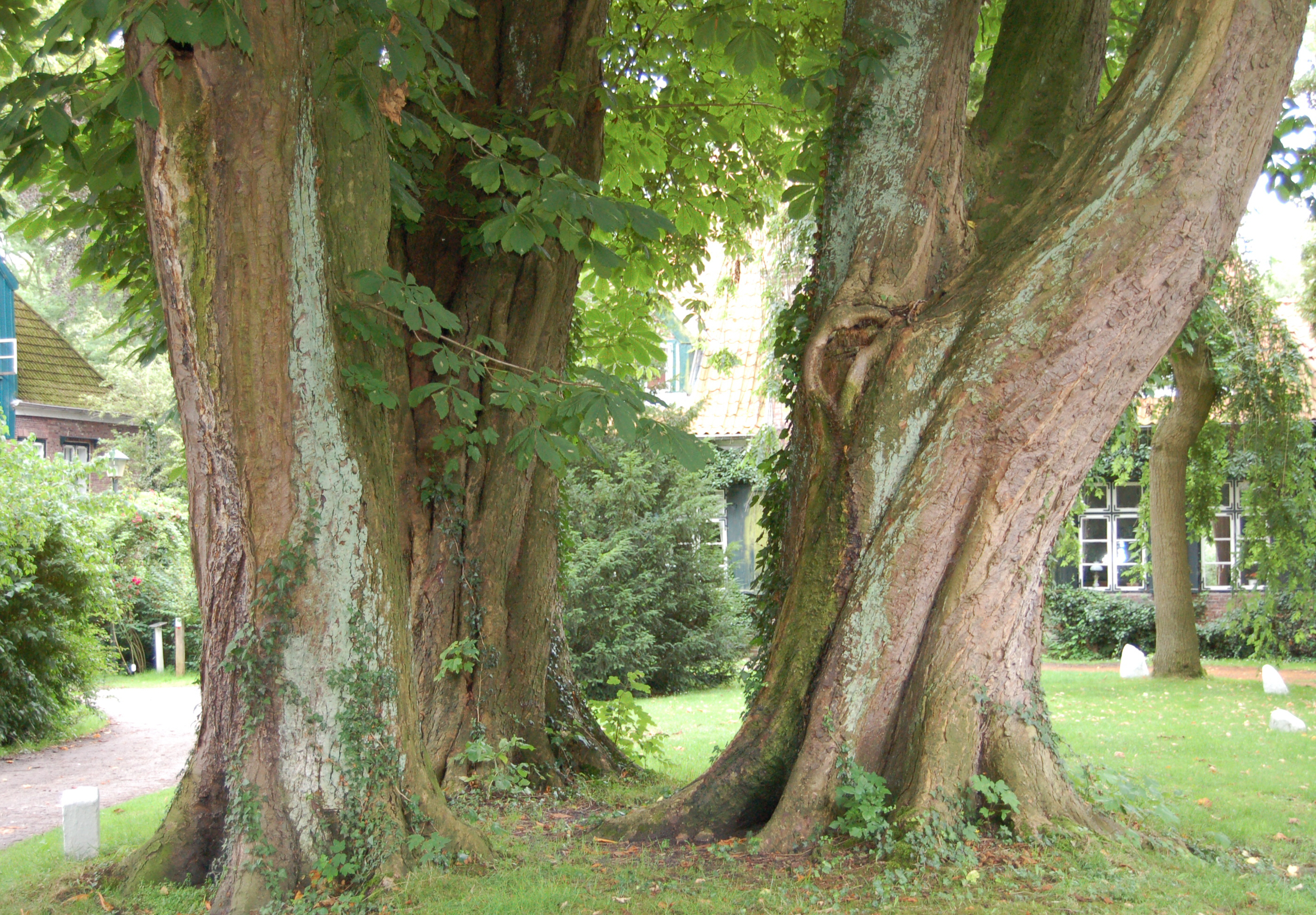
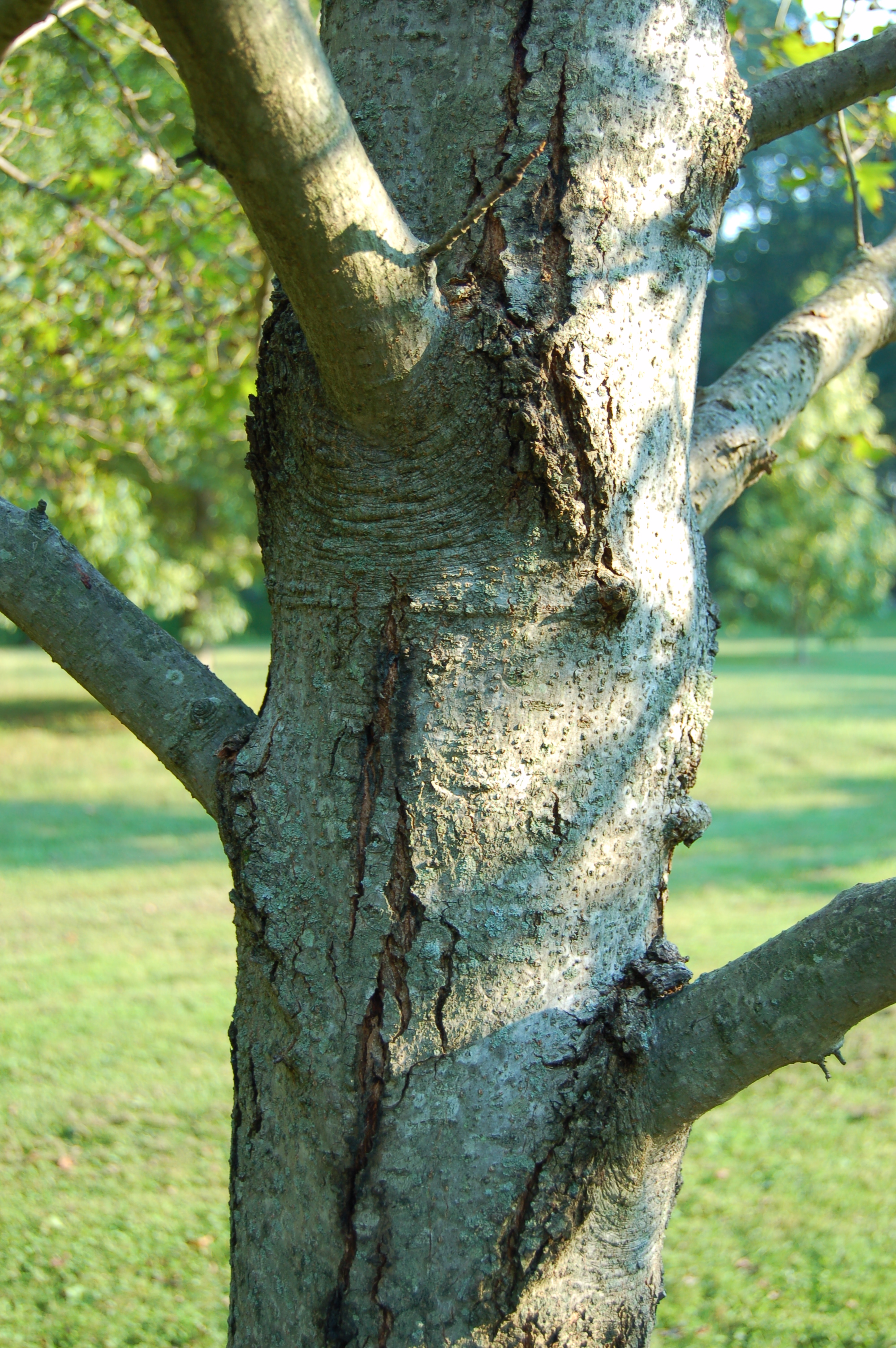
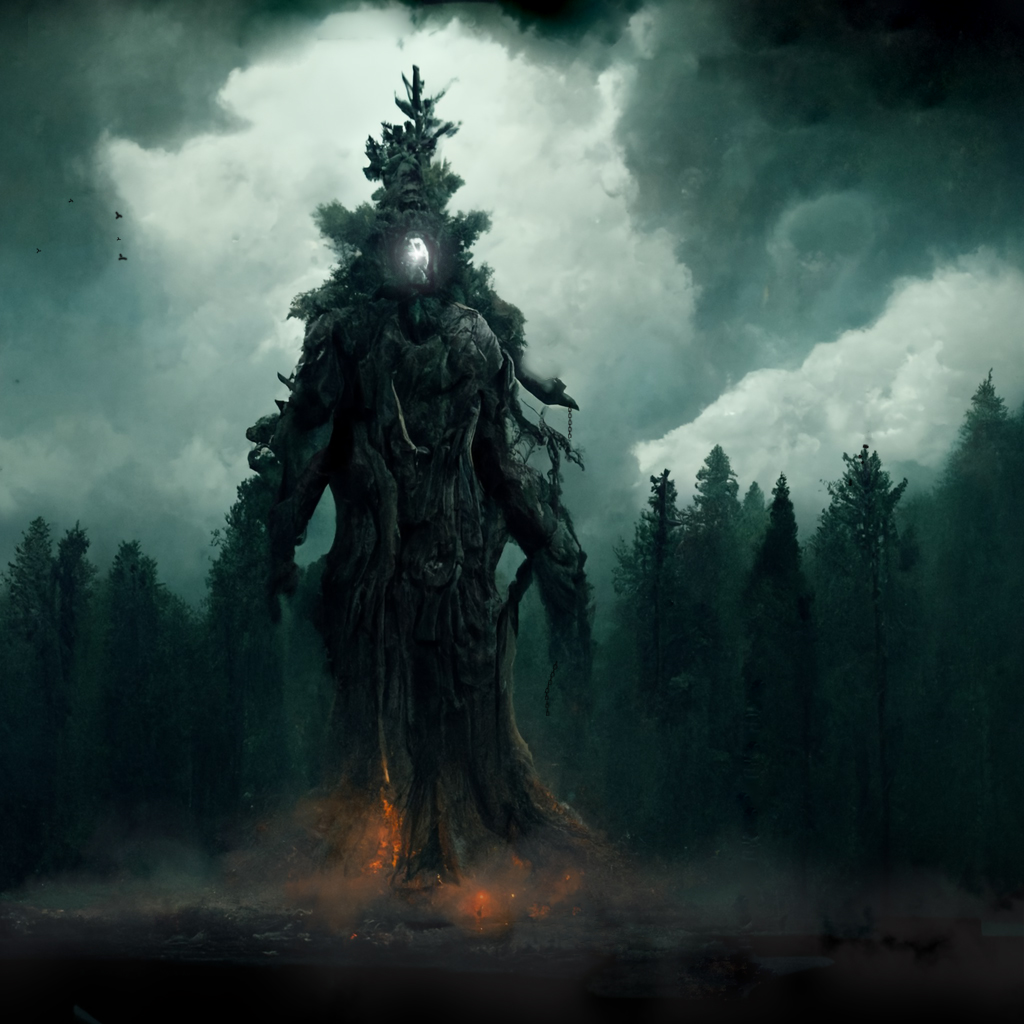
Quỷ cây